# Capella del Fossar del Cementiri de Sant Climent de Llobregat
La Capella del Fossar del Cementiri de Sant Climent de Llobregat forma part de l'Inventari del Patrimoni Arquitectònic de Catalunya.

## Descripció
Es tracta d'una capella de planta quadrangular amb porta i finestres laterals apuntades, seguint l'estil gòtic. A la part superior, a les cantonades, hi ha quatre gàrgoles d'animals fantàstics. El sostre és de ceràmica i està coronat per un pinacle que encapçala l'estructura.

## Història
Segons referències històriques, els primers cristians de Sant Climent eren enterrats dins la petita església romànica i més tard en l'actual i també al seu voltant, on es trobava l'anterior cementiri.
A finals del segle xix, molt probablement a principis de l'any 1889, l'ajuntament del poble decidí construir un nou cementiri que substituís l'anterior que rodejava l'Església de Sant Climent. La construcció es va encarregar a l'arquitecte Josep Amargós que presentà els plànols el 31 de desembre del 1889. El 12 de gener del 1891, el mestre d'obres Jaume Viscarri presentà el nou projecte, que va esdevenir el definitiu. La capella del cementiri es va acabar tot i seguint les tendències historicistes de l'època.
El 9 de novembre de 1900 s'autoritzà l'exhumació de les restes mortals enterrades a l'antic cementiri per tal de poder ser enterrades al nou. El 22 d'abril del 1933, l'Ajuntament de Sant Climent m'acordà la confiscació, i restaria en mans municipals fins a l'any 1939 en què fou retornat a l'Església. Posteriorment, després d'infructuoses gestions, el 1976 la titularitat del cementiri parroquial fou cedida a l'Ajuntament.